# Docalidia boliviensis
Docalidia boliviensis är en insektsart som beskrevs av Nielson 1979. Docalidia boliviensis ingår i släktet Docalidia och familjen dvärgstritar. Inga underarter finns listade i Catalogue of Life.